# Singeon
Singeon est un illustrateur et auteur de bande dessinée français né à Fort-de-France le 8 avril 1982.

## Biographie
Singeon est diplômé de l'École nationale supérieure des beaux-arts de Paris.
Entre 2010 et 2012, il participe au feuilleton en ligne Les Autres Gens scénarisé par Thomas Cadène, dont il illustre onze épisodes.
En 2015, il est en résidence d'artiste à Montréal au Québec, où il réalise, entre autres, le feuilleton en ligne de bande dessinée De concert.

## Publications

### Auteur et illustrateur
- Burt et Pénélope, Éd. Danger Public, 2006  (ISBN 2-351-23128-7)
- Sauvetages, Éd Cornélius, 2011  (ISBN 9782360810055)
- Suite Kimono, Éd. Ion, 2013  (ISBN 978-2919347124)
- De concert[2],[3], avec Sophie Bédard, Jimmy Beaulieu et Vincent Giard, Éd. La mauvaise tête, 2018  (ISBN 9782923942193).

### Illustrateur
- Bienvenue (série)[4], scénario de Marguerite Abouet.

1. Éd. Gallimard, 2010  (ISBN 978-2070626410).
2. Éd. Gallimard, 2012  (ISBN 978-2070645978).
3. Éd. Gallimard, 2014  (ISBN 978-2070653348).

- Brousse (série)[5], avec Vincent Giard.

1. Éd. Colosse, 2012  (ISBN 9782924001233).
2. Éd. Colosse, 2014  (ISBN 9782924001400).

- La part de l'orage, avec Grégory Nicolas, Éd. Rue des promenades 2013  (ISBN 978-2918804208).
- Tristan et Yseult, scénario de Agnès Maupré, Éd. Gallimard, 2017.
- Vacances au bled[6], Jennifer Bidet, Casterman, 2018.
- Sorcières! disent-ils, scénario de Juliette Ihler, Ed. Delcourt, collection Octopus, 2021  (ISBN 9782413028246)

### Coloriste
- Abigail - Une aventure d'Edward le Héros Super, scénario et dessin d'Aseyn), Éd. Vraoum !, 2010.

### Ouvrages collectifs
- Les Autres gens, Éd. Dupuis.
#01 - avril 2011  (ISBN 978-2-8001-5146-5).
#05 - mars 2012  (ISBN 978-2-8001-5150-2).
#06/#07 - juin 2012  (ISBN 978-2-8001-5151-9).
#08/#09 - novembre 2012  (ISBN 978-2-8001-5535-7).
#10/#11 - mars 2013  (ISBN 978-2-8001-5688-0).
#12/#13 - août 2013  (ISBN 978-2-8001-5689-7).
#14/#15 - mars 2014  (ISBN 978-2-8001-5759-7).
#16/#17/#18 - septembre 2014  (ISBN 978-2-8001-5842-6).
- ABCD de la typographie [7],[8],[9], conception de Jean-Christophe Menu, direction d'ouvrage et scénario de David Rault, dessin : collectif (Singeon, Seyhan Argun, Aseyn, François Ayroles, Hervé Bourhis, Alexandre Clérisse, Olivier Deloye, Libon, Delphine Panique, Jake Raynal, Anne Simon), Gallimard, 2018  (ISBN 978-2-07-510270-4)

### Feuilletons en ligne
- Les Autres Gens, feuilleton collectif de bande dessinée, 2010-2012.
- De concert, avec Sophie Bédard, Jimmy Beaulieu et Vincent Giard, feuilleton collectif de bande dessinée, 2015[1],[10].